# Robert Zemeckis
Robert Lee Zemeckis (sinh ngày 14 tháng 5 năm 1952) là một nhà làm phim và nhà biên kịch người Mỹ. Zemeckis được xem là một trong những "người kể chuyện trực quan" vĩ đại nhất trong việc làm phim và là một nhà tiên phong trong việc sử dụng hiệu ứng hình ảnh. Ông đã chỉ đạo một số trong những phim bom tấn lớn nhất trong vài thập kỷ qua. Ông lần đầu tiên thu hút sự chú ý của công chúng trong năm 1980 khi đạo diễn phim Romancing the Stone (1984) và chuỗi phim hài khoa học viễn tưởng Back to the Future, cũng như phim hoạt hình hài hành động Who Framed Roger Rabbit (1988). Trong những năm 1990, ông chuyển sang đa dạng hóa kịch bản, đáng chú ý nhất là phim năm 1994 Forrest Gump, nhờ đó ông đã giành giải Oscar cho đạo diễn xuất sắc nhất. Những bộ phim ông đã đạo diễn mang tính đa thể loại cho cả người lớn và gia đình.
Phim của ông có đặc trưng khi sử dụng hiệu ứng đặc biệt phát triển đến mức nghệ thuật, bao gồm việc sử dụng tiên phong của đồ họa máy tính vào đoạn phim live-action trong phim  Back to the Future Part II (1989), trong phim Forrest Gump và công nghệ performance capture trong phim The Polar Express (2004), Beowulf (2007) và A Christmas Carol (2009).
Mặc dù Zemeckis đã thường bị coi là một đạo diễn chỉ quan tâm đến hiệu ứng, tài năng đạo diễn của ông đã được một số nhà phê bình khen ngợi, trong đó có David Thompson, người đã viết rằng "Không có đạo diễn đương đại nào khác đã sử dụng hiệu ứng đặc biệt vào việc tường thuật gây ấn tượng hơn thế."

## Sự nghiệp

### Điện ảnh
| 1978 | I Wanna Hold Your Hand                                                                         |             |
| 1979 | 1941                                                                                           |             |
| 1980 | Used Cars                                                                                      |             |
| 1984 | Romancing the Stone                                                                            |             |
| 1985 | Back to the Future                                                                             |             |
| 1988 | Who Framed Roger Rabbit                                                                        |             |
| 1989 | Back to the Future Part II                                                                     |             |
| 1990 | Back to the Future Part III                                                                    |             |
| 1992 | Death Becomes Her                                                                              |             |
| 1994 | Forrest Gump                                                                                   |             |
| 1996 | The Frighteners                                                                                |             |
| 1997 | Contact                                                                                        |             |
| 1999 | House on Haunted Hill                                                                          |             |
| 1999 | Robert Zemeckis on Smoking, Drinking and Drugging in the 20th Century: In Pursuit of Happiness | Documentary |
| 2000 | What Lies Beneath                                                                              |             |
| 2000 | Cast Away                                                                                      |             |
| 2001 | Thirteen Ghosts                                                                                |             |
| 2002 | Ghost Ship                                                                                     |             |
| 2003 | Matchstick Men                                                                                 |             |
| 2003 | Gothika                                                                                        |             |
| 2004 | The Polar Express                                                                              |             |
| 2005 | House of Wax                                                                                   |             |
| 2006 | Monster House                                                                                  |             |
| 2007 | The Reaping                                                                                    |             |
| 2007 | Beowulf                                                                                        |             |
| 2009 | A Christmas Carol                                                                              |             |
| 2010 | Behind the Burly Q                                                                             |             |
| 2011 | Mars Needs Moms                                                                                |             |
| 2011 | Real Steel                                                                                     |             |
| 2012 | Flight                                                                                         |             |
| 2012 | Bound by Flesh                                                                                 | Documentary |
| 2015 | The Walk                                                                                       |             |
| 2016 | Allied                                                                                         |             |

### Truyền hình
| Năm       | Phim                 | Ghi chú                      |
| --------- | -------------------- | ---------------------------- |
| 1986      | Amazing Stories      | Đạo diễn                     |
| 1989–1996 | Tales from the Crypt | Đạo diễn / Giám đốc sản xuất |
| 1992      | Two-Fisted Tales     | Đạo diễn (Segment: "Yellow") |
| 1993      | Johnny Bago          | Đạo diễn                     |